# ديف بيترو
ديف بيترو (بالإنجليزية: Dave Pietro)‏ هو عازف جاز أمريكي، ولد في 10 فبراير 1964.

## وصلات خارجية
- ديف بيترو على موقع ميوزك برينز (الإنجليزية)
- ديف بيترو على موقع ديسكوغز (الإنجليزية)